# آیتممبتوو
آیتممبتوو (به لاتین: Aytmembetovo) یک منطقهٔ مسکونی در روسیه است که در باشقیرستان واقع شده‌است.